# Jandira
23°31′40″N 46°54′10″T / 23,52778°N 46,90278°T
Jandira là một đô thị ở bang São Paulo của Brasil. Đô thị này có dân số năm 2006 là 113.323, mật độ là 6.468,2 người/km² và diện tích là 17,52 km². Thành phố này cách São Paulo 32 km và có chỉ số phát triển con người năm 2000 là 0,801.

## Các thành phố giáp ranh
|              | Bắc: Barueri           |                            |
| Tây: Itapevi | Jandira                | Đông: Barueri, Carapicuíba |
|              | Nam: Cotia,Carapicuíba |                            |